# (180213) 2003 UM8
(180213) 2003 UM8 là một tiểu hành tinh vành đai chính được phát hiện ngày 19 tháng 10 năm 2003 bởi James Whitney Young ở Đài thiên văn Núi bàn gần Wrightwood, California.